# Nyctereutes
Nyctereutes este un gen de mamifere din care face parte și enotul,  un animal ce seamănă cu un raton. Acesta este singurul canid care hibernează.